# Peltogyne maranhensis
Peltogyne maranhensis är en ärtväxtart som beskrevs av Adolpho Ducke. Peltogyne maranhensis ingår i släktet Peltogyne och familjen ärtväxter. Inga underarter finns listade i Catalogue of Life.